# Loweia remota
Loweia remota är en fjärilsart som beskrevs av Barend J. Lempke 1954. Loweia remota ingår i släktet Loweia och familjen juvelvingar. Inga underarter finns listade i Catalogue of Life.